# Shobha Gurtu
Shobha Gurtu, née Bhanumati Shirodkar le 8 février 1925 à Belgaum (Présidence de Bombay, Inde britannique) et morte le 27 septembre 2004 à Bombay (Maharashtra, Inde), est une chanteuse indienne de musique classique hindoustanie.  
Elle est particulièrement reconnue pour son interprétation du thumri, un style vocal semi-classique du nord de l’Inde, dont elle est considérée comme l’une des principales représentantes.
Son répertoire inclut également des formes associées telles que le dadra, le kajri, le hori et le chaiti, ainsi que des ghazals en ourdou et des chansons marathes.

## Biographie

### Enfance et éducation
Shobha Gurtu naît le 8 février 1925 à Belgaum dans le sud de l’Inde. Son nom de naissance est Bhanumati Shirodkar. Elle est issue d’une famille d’origine goanaise installée dans l'actuel Karnataka. 
Sa mère, Menakabai Shirodkar, danseuse professionnelle et chanteuse formée à la tradition hindoustanie, lui donne ses premières leçons de musique. Très jeune, Shobha Gurtu manifeste une grande capacité d’observation et d’imitation, reproduisant les compositions que sa mère apprend auprès d’Ustad Bhurji Khan, membre du gharana de Jaipur-Atrauli. Elle devient proche de la famille du maître et fréquente longuement leur cercle musical,. 
Elle poursuit ensuite sa formation auprès d’Ustad Natthan Khan, puis se perfectionne en thumri-dadra avec Ustad Ghamman Khan, qui enseigne à sa mère et séjourne chez la famille à Bombay. Elle est également influencée par Begum Akhtar, de dix ans son aînée, dont elle admire l’interprétation du ghazal et du thumri. 

### Carrière
Après son mariage avec Vishwanath Gurtu, elle adopte le nom de Shobha Gurtu. Son beau-père, Narayan Nath Gurtu, haut fonctionnaire de police et joueur de sitar amateur, joue aussi un rôle dans son éducation musicale et l’encourage dans sa carrière,,.
Shobha Gurtu se distingue par sa voix chaude et profonde, ainsi que par sa maîtrise des genres semi-classiques tels que le thumri, le dadra, le ghazal, le kajri, le chaiti, le hori ou encore le jhoola. Son interprétation, nourrie de taans complexes et de rāgas rares ou composés comme Bahaduri Todi et Basanti Kedar, reflète l’influence du gharana Jaipur-Atrauli. Elle chante également en ourdou et en marathi, et plusieurs de ses chansons marathies ont été compilées dans l’album Adheer Yaad Tujhi (1991).

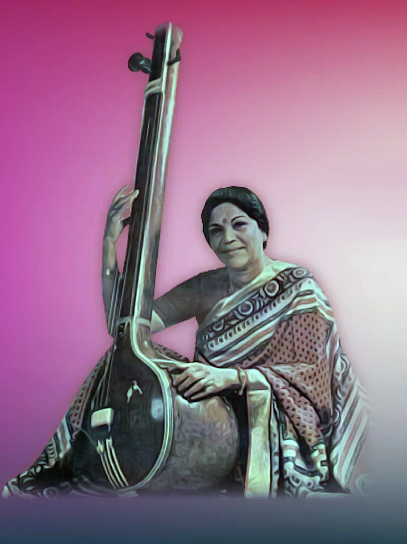
Shobha Gurtu avec un tanpura, instrument utilisé pour l’accompagnement dans la musique classique hindoustanie.

Elle se produit dans de nombreux festivals, à la radio et à la télévision,. Elle enregistre de nombreux albums, compose pour des films en marathi et en hindi, et interprète notamment Bedardi Ban Gaye Koi dans Phagun (1973) et Saiyyaan Rooth Gaye dans Main Tulsi Tere Aangan Ki (1978),,. Elle introduit parfois dans ses performances des éléments d’abhinaya (gestuelle expressive), renforçant l’impact émotionnel de ses chants.
Shobha Gurtu développe sa carrière à une époque où le thumri connaît un déclin de popularité, en partie en raison de son association avec les danseuses de cour. Selon un hommage publié après sa mort, elle adopte alors un style personnel mêlant thumri, dadra, ghazal et geet, intégrant des variations régionales et stylistiques, ce qui lui permet d’interpréter ces formes avec expressivité et souplesse.
Son style musical se caractérise par une grande expressivité, une ornementation soignée et une liberté dans l’usage du rythme et de l’improvisation, reflet de son ancrage dans la tradition Purab et du gharana Jaipur-Atrauli. Elle encourage ses élèves à cultiver leur sensibilité et à privilégier l’interprétation spontanée, plutôt qu’à se focaliser uniquement sur la technique.
Elle transmet son art à de nombreux élèves, parmi lesquels Dhanashree Pandit-Rai, Aditi Banerjee, Sraboni Chaudhuri, Rajashree Pathak ou encore Neha Majumdar-Chimmalgi. Plusieurs d’entre eux perpétuent aujourd’hui son répertoire sur scène et en enregistrement. Son fils, le musicien Trilok Gurtu, intègre sa voix dans ses albums Usfret et Crazy Saints. Certains de ses élèves l’appellent familièrement « Mummy ». Plusieurs témoignages évoquent son intérêt marqué pour le quotidien de ses disciples, notamment la vie domestique, qu’elle considérait comme importante à équilibrer avec la pratique musicale. Avant de commencer un cours, elle posait parfois des questions personnelles, instaurant une relation pédagogique informelle et basée sur la proximité humaine.
Elle contribue également à populariser la musique semi-classique auprès d’un large public, grâce à un style expressif et accessible. Invitée sur trois albums de son fils cadet, elle participe à des projets de fusion mêlant traditions classiques et musiques contemporaines.
Shobha Gurtu reçoit plusieurs distinctions pour l’ensemble de son œuvre, dont le prix de la Sangeet Natak Akademi en 1987 et le Padma Bhushan en 2002, l’une des plus hautes récompenses civiles en Inde, décernée pour sa contribution à la musique classique hindoustanie,.

### Vie privée
Shobha Gurtu est mariée à Vishwanath Gurtu, un homme issu d’une famille originaire de Belgaum. Le couple a deux enfants. Ajay Gurtu se fait connaître dans le domaine de la musique fusion et du jazz indien, tandis que son frère, Trilok Gurtu, acquiert une renommée internationale en tant que percussionniste et compositeur de jazz world.

### Mort et héritage
Shobha Gurtu meurt le 27 septembre 2004 à l’âge de 79 ans, à son domicile de Worli, à Bombay, des suites d’un arrêt cardiaque. Elle est entourée de ses proches au moment de son décès, notamment de son fils, Ajay Gurtu.
Sa contribution au thumri et aux formes associées reste présente plus de vingt ans après sa disparition. En 2025, à l’occasion du centenaire de sa naissance, plusieurs concerts ont été organisés à Bombay en son hommage, mettant à l'affiche des œuvres telles que Rangi Saari Gulabi Chunariya, Aaj Biraj Mein Holi Re Rasiya ou Hamari Atariya, cette dernière également associée à Begum Akhtar. Le label Music Today a réédité à cette occasion l’enregistrement Sajna Baat Nirakhta Haari.
Dans le même hommage, elle est décrite comme une musicienne attachée à la simplicité et à une vision spirituelle de son art. Elle aurait déclaré : « Ne soyez pas enchaînés par les traditions » et : « Tout ce que je souhaite, c’est la bénédiction de mes aînés dans mon parcours musical ».
Les enregistrements de Shobha Gurtu, la transmission assurée par ses anciens élèves, ainsi que les reprises de ses compositions par des artistes contemporains, participent à la diffusion continue de son répertoire. Certaines de ses chansons, telles que Saiyyaan Nikas Gaye, Main To Kheloongi Un Sang Hori ou Najariya Laage Nahin Kahin Aur, sont encore interprétées lors de concerts de musique semi-classique.
Son apport demeure central dans l’évolution des formes semi-classiques comme le thumri, le dadra ou le hori, dont elle a contribué à élargir le public et les interprétations.

## Distinctions
- 1987 : prix de la Sangeet Natak Akademi pour le chant[1][4].
- 2002 : Padma Bhushan pour sa contribution aux arts[1][4].

## Œuvres musicales (sélection)
- 1973 – Bedardi Ban Gaye Koi [single – chanson de film] : dans Phagun[2].
- 1978 – Saiyyaan Rooth Gaye [single – chanson de film] : dans Main Tulsi Tere Aangan Ki[2].
- 1991 – Adheer Yaad Tujhi [album] : compilation de chansons marathies publiée par Saregama India[2].
- s. d. – Rangi Saari Gulabi Chunariya [single – traditionnel] : dadra purabiya popularisé en concert[2].
- s. d. – Sajna Baat Nirakhta Haari [single – traditionnel] : kajri réédité par Music Today (2025)[2].
- s. d. – Saiyyaan Nikas Gaye [single – traditionnel] : bhajan de fin de concert
- s. d. – Main To Kheloongi Un Sang Hori [single – traditionnel] : hori évoquant Radha et Krishna[2].
- s. d. – Hamari Atariya [single – reprise] : thumri interprétée en hommage à Begum Akhtar[2].
- s. d. – Mitkar Bhi Mohabbat Mein [single – ghazal][2].
- s. d. – Sham-e-Mehfil [single – ghazal][2].
- s. d. – Garmiye Hasratein Naaqaam Se Jal Jaate Hain [single – ghazal pédagogique] : utilisée pour enseigner le raag Puriya Dhanashri[2].
- 1996 – Usfret [compilation/collaboration] : album de Trilok Gurtu avec participation vocale de Shobha Gurtu[2].

- 2000 – Crazy Saints [compilation/collaboration] : autre album de Trilok Gurtu intégrant sa voix[2].